# 효자동 (고양시)
효자동(孝子洞)은 경기도 고양시 덕양구에 있는 행정동이자 법정동이다.

## 법정동
- 효자동(孝子洞) : 이곳 제청말에 있는 조선 후기의 효자 박태성의 묘소가 있어 붙여진 이름이다. 현재 이 묘소는 고양시 향토유적으로 지정되어 보호되고 있다.[1]
- 지축동(紙杻洞) : 이곳의 대표적인 마을인 지정촌과 축리에서 한글자씩을 따서 붙여진 이름이다. 지정(紙亭)은 종이를 만들던 마을이란 뜻이며, 축리(杻里)는 싸리가 많은 마을이란 뜻이라고 한다.
- 북한동(北漢洞) : 북한산 아래 북한산성 안쪽에 있어 붙여진 이름이다.

## 연혁
- 조선시대 : 효자동은 경기도 고양군 하도면 청담리였고, 지축동과 북한동은 경기도 양주군 신혈면에 속했으나, 조선 후기에 북한산성 완공으로 효자동과 북한동 일대가 한성부 성저십리로 편입.[1]
- 1906년 9월 24일 : 양주군 신혈면(현 서울시 진관동, 고양시 덕양구 지축·오금동 등)이 고양군에 편입되었다.[2](지축리/진관내리)
- 1914년 4월 1일 : 고양군 신혈면, 하도면과 경성부 은평면 일부(지금의 북한동, 효자동)[3] 가 합쳐져 고양군 신도면이 되었다.(효자리/지축리/북한리)
- 1992년 2월 1일 : 고양군이 고양시로 승격하였다.(효자동/지축동/북한동)
- 1995년 3월 1일 : 고양시 지축동의 일부 지역이 은평구로 편입되었다.
- 2017년 12월 18일 : 효자동주민센터를 덕양구 북한산로387번길 21(구 북한산아트홀)로 이전하였다.
- 2020년 10월 26일 : 효자동행정복지센터를 서울 은평구로 이전하였다.
- 2023년 10월 16일 : 효자동행정복지센터를 현재의 위치로 이전하였다.

## 지역 특성
- 효자동 : 서울 진관동 구파발에서 의정부 방향으로 이어진 북한산로를 따라 길 양쪽으로 들어선 마을이다. 서쪽에 창릉천이 흐르는 북한산 기슭의 마을로, 자연환경이 뛰어나다. 마을 대부분이 개발제한구역(그린벨트)으로 지정되어 있고 국립공원법 등의 제한을 함께 받고 있기 때문에 상가나 아파트 등을 찾아볼 수 없다. 주민들은 이 지역 토박이가 많은 편이며, 등산객 등을 상대로 소규모의 식당 등을 운영하고 있다. 마을의 동쪽은 북한산국립공원 내에 모두 포함되어 있다.[1]
- 지축동 : 효자동의 남서쪽에 있는 마을이다. 효자동과는 창릉천을 경계로 구분되는데, 전체적으로 긴 골짜기를 따라 마을이 늘어서 있다. 이 곳 일부도 군사시설, 개발제한구역 등으로 인해 개발이 제한되어 있다. 다만, 서울 지하철 3호선 지축역 부근은 교통이 편리하여 거주밀집지역이고, 최근 아파트 단지가 들어서고 있다. 마을 주민들은 이곳 동사무소 앞에 있는 일영로와 지하철을 이용하여 서울과 인근지역을 왕래한다.
- 북한동 : 3개 법정동 중 가장 인구가 적다. 마을이 전부 북한산 국립공원 안에 자리잡고 있으며, 북한산성을 경계로 산성 안쪽이 북한동이다. 차량으로 이곳에 들어오는 길은 서울특별시 은평구 진관동을 거쳐 대서문을 통해 들어오는 게 유일하다. 나머지 접근 방법은 등산로를 이용해야 한다. 등산객을 상대로 한 소규모 식당이 많으며, 토박이 주민의 비율이 매우 높다. 고양시에서 가장 높은 지대에 위치한 마을로, 북한산성 등 아름답고 문화유적이 많은 곳이다.

## 교통
- 수도권 전철 3호선 지축역

## 명소
- 태고사
- 상운사
- 중흥사